# Spilosoma flavida
Spilosoma flavida är en fjärilsart som beskrevs av Bremer 1861. Spilosoma flavida ingår i släktet Spilosoma och familjen björnspinnare. Inga underarter finns listade i Catalogue of Life.